# 琉球王国

琉球国
琉球國

国歌: 石なぐの歌（事実上）
奄美群島を含む最大版図の頃の琉球国

- 1. ^ 琉球藩時代も含む。
- 2. ^ 現在の那覇市首里に相当。
- 3. ^ いずれも推定（実効支配面積）。1609年以降、奄美群島は薩摩藩の実効支配下（名目上は琉球国の一部）となる。
- 4. ^ 薩摩藩による人口調査「宗門手札改」による。『図説琉球王国』（高良倉吉・田名真之 編、河出書房新社、1993年）参照。
- 5. ^ 『沖縄門中事典』（宮里朝光 監修、那覇出版社、2001年）参照。

琉球国（りゅうきゅうこく、沖縄語: 琉球國）は、1429年（宣徳4年・正長2年・永享元年）から1879年（光緒4年・明治12年）の450年間、琉球諸島を中心に存在した国家である。
近年多く見受けられる「琉球王国」という表記は、近年に用いられるようになった呼称であり、当時の正式な国号は「琉球国」であった。

## 概要
14世紀までに沖縄本島中南部に勃興した勢力が支配権を確立して版図を広げ、最盛期には奄美群島と沖縄諸島および先島諸島までを勢力下においた。王族は当初、小規模なムラ社会（シマ）の豪族であったが、三山時代を経て1429年に沖縄本島を統一する頃には国家の体裁を整えた。琉球国は当時の一般的な東アジア諸国家と同様に明に朝貢して冊封体制に入りつつ、他方で日本列島の中央政権にも外交使節を送っており、中国大陸の王朝とも日本とも一定の距離を保つ独立した勢力であった。
1609年の島津氏による琉球侵攻の結果、薩摩藩および江戸幕府によって外交権と貿易権に大幅な制限が加えられ（「掟十五条」）、事実上日本の保護国となった。これ以降、統治権の制限に加えて琉球国王は即位や新将軍への慶賀など事あるごとに江戸へ赴き、将軍に拝謁させられることになった（謝恩使・慶賀使）。国交上は明国および清国への朝貢・冊封の体裁を保ち、内政についても薩摩藩・江戸幕府の介入は限定的だったとされるが、日本の江戸時代後半に財政が窮乏するにつれて琉球国の財政・統治体制も不安定になり、人民からの税徴収が苛烈になった。1872年、廃藩置県の翌年に鹿児島県付庸国から明治政府直轄の琉球藩となった。
王家の紋章は左三巴紋で「左御紋（ひだりごもん、沖縄方言：フィジャイグムン）」と呼ばれた。巴文様は世界中でみられるが、紋としての使用は日本文化圏のみである。

### 地政
琉球国の領域は北端の奄美大島から南西端の波照間島与那国島に至るまですべて島嶼だった。国の勢力圏にあった島々の総称として「琉球諸島」ともいう。北隣の種子島・屋久島から先は日本列島の勢力圏、与那国島の西隣にある台湾は多様な先住民族が暮らす別の文化圏であった。
国の勢力圏（最大版図）は、人口密集地である奄美大島・沖縄本島・宮古島・石垣島の他、多数の小さな離島の集合で、最盛期の総人口17万ほどの小さな王国であった。しかし、日本の鎖国政策や隣接する大国明・清の海禁の間にあって、東シナ海の地の利を生かした中継貿易で大きな役割を果たした。その交易範囲は東南アジアまで広がり、特にマラッカ王国との深い結び付きが知られる。
琉球国は明及びその領土を継承した清の冊封下に組み込まれていたが、1609年（万暦37年・慶長14年）に日本の薩摩藩の侵攻を受けて以後は、薩摩藩と清への両属という体制（中華帝国の明・清の元号と日本の朝廷の元号の両方を施行する国家体制）を取りながらも、独立した王国として存在し、日本や中国の文化の影響を受けつつ、交易で流入する南方文化の影響も受けた独自の文化を築き上げた。

## 国号
「琉球國」。外交文書などに「琉球國」「琉球國王」の用例があることから自称として用いていたことが分かる。一方「琉球王国」は王国の滅亡後、特に第二次世界大戦以後に広まった語である。琉球王族やその人民が自称として「琉球王国」を用いたことはない。
漢字以外の国号はないが、1854年にアメリカ合衆国が琉球国と締結した琉米修好条約では英語原本で「The Lew Chew Islands」とされている。同様に1855年琉仏修好条約においてフランス語で「Les Iles Liou-tchou」、1859年琉蘭修好条約においてオランダ語で「Lioe-kioe」とされている。それぞれ、「琉球」の琉球読み「ルーチュー」、中国語（北京官話）「Liú qiú」、日本語音読み「りゅうきゅう」からの転訛表記となっており、少なくとも王国の外交決裁レベルで統一されていなかったことがうかがえる。

### 「琉球」
「琉球」にあたる表記は、『隋書』「卷八十一 列傳第四十六 東夷伝 流求国」が初出である。同書によると、「隋の大業3年（西暦607年・日本の推古天皇15年）、隋の煬帝が「流求国」に遣使するが、言語が通ぜず一名を拉致して戻った。翌年再び遣使し慰撫するも流求は従わず『布甲（甲冑の一種）』を奪い戻った。この時、遣隋使として長安に滞在していた小野妹子らがその『布甲』を見て『此夷邪久国人所用也（此れはイヤク国の人が用いるものなり）』と言った。帝は遂に陳稜に命じ兵を発し流求に至らしめ、言語の通じる崑崙人に慰諭させるも、なお従わず逆らったため之を攻め、宮室を焼き払い男女数千名を捕虜として戻った」と記されている。同書は「流求国」の習俗を子細に記すが、その比定先として挙げられる台湾や周囲の先島諸島、沖縄諸島やルソン島などは、この時点ではいわゆる先史時代に当たり同定は難しい。なお、「夷邪久（イヤク）」は屋久島を指すとする説と、南島全般（すなわち種子島・屋久島より南方）を指すとする説とがある。
石井望の新説では『隋書』の最古の原文は「これ夷人の所用なり」であったと推測し、「夷」の下に小字注「邪久國」が誤入したのだと考へる。想定し得る原文は、「此夷（小字、邪久國）人所用也。」　解釋は「これは夷人の用具である、その夷とは屋久國である」となる。
琉と球の玉偏の開始は、鎌倉時代前半１２４４年、僧慶政著「漂到流球国記」自筆本が、下字玉偏の「流球」に作る。書目の下には「瑬毬」とあり、文中にも「或る書に云ふ、瑬は垂玉なり、美金なり」と注記する。これは『説文解字』に瑬は垂玉とあり、『玉篇』に瑬は美金とあるにもとづく。琉と書かない理由として、石井望の説では、琉字はもともと普及度の低い稀字であり、瑠の異体字として稀に出現するだけであったため、慶政以前に玉偏の加へ方として、琉でなく「瑬」と書いてゐたと推測する。球も元々は稀字であり、古典『詩経』に「小球大球」など美玉の一種として出現するだけで、その後もほぼ人名専用にのみ使はれる。まり（ボール）の語義では「毬」が普通であった。玉偏を加える意図は慶政以前からあり、琉球人が夜久貝（夜光貝）を貴び玉偏で書いてゐたと石井は推測する。
上下玉偏の「琉球」表記が定着したのは明代以降とされる。始出は洪武二十八年（西暦千三百九十五年）の『皇明祖訓』内府刊本に「小琉球大琉球」がある。『皇明實録』の洪武五年（西暦三百七十二年）の琉球條は後の寫本であるため始見とならない。洪武年間では明國側は琉球の實態を知らないため、琉球人が朝貢の際に「小琉球大琉球」と玉偏で上下揃へることを明國に求めたと石井望は推測する。
安里進・山里純一らの説では、最も使用の多かった「流求」に冊封国の証として王偏を加えて「琉球」とされ、14世紀後半、本島に興った北山・中山・南山の3国（三山時代）に対して明が命名したものであり、それぞれ琉球国山北王、琉球国中山王、琉球国山南王とされた。このうち中山が1429年までに北山、南山を滅ぼして琉球を統一した。これ以降、統一王国としての琉球国が興る事になるが、国号と王号は琉球国中山王を承継し、これは幕末の琉球処分まで続いた。
なお、鎌倉時代にあたる1305年（大徳9年・嘉元3年）の称名寺所蔵行基図、14世紀半ば作と見られる『日本扶桑国之図』には南島の領域として「竜及国」と記されており、これは三山の冊封貿易開始よりも前である。
ただし、第二尚氏の当主である尚衞は、雑誌『正論』で行われた、ジャーナリストの仲村覚との対談の中で、「尚家が保有する地図を見ると、琉球国と記述されていますので、『琉球国』が正しい呼称です。」と断言している。

### 「沖縄」
沖縄本島の人々は古くから自国を「おきなわ」に近い音で呼称していたとされる。779年（宝亀10年）の淡海三船による鑑真の伝記『唐大和上東征伝』の中で、鑑真らが島民にここは何処かとの問いに「阿児奈波（あこなは）」と答えたのが文献初出であり、少なくとも鑑真らが到着した753年（天平勝宝5年）には住民らが自国を「おきなわ」のように呼んでいたことが分かる。
　江戸時代の近藤守重「阿媽港紀略稿」卷一では「阿鬼奈波」に作る。吉田東伍『大日本地名辭書續編』「沖繩」條でも阿鬼奈波の誤寫だとする。石井望は、飛鳥時代の『隋書』で天皇を「阿輩雞彌」（おほきみ）と記載し、萬葉假名でも輩が「ほ」となるなど、等韻の一等の「阿」は「お」であるとして、阿鬼奈波を「おきなは」の飛鳥時代の字音だとする
　また「おもろさうし」には平仮名の「おきなわ」という名の高級神女名が確認され、現在も那覇市安里に「浮縄御嶽（ウチナーウタキ）別名：オキナワノ嶽」という御嶽が現存し、県名の由来とされている。
その他にも国内外の史料に「浮縄（うきなわ）」、「悪鬼納（あきなわ）」、「倭急拿（うちなー）」、「屋其惹（うちな）」といった表記が散見される。なお、現在の「沖縄」という漢字表記はいわゆる当て字であり、新井白石の『南島誌』（1719年・享保4年）でまるで「沖」に浮かぶ「縄」のように細い島であるという表現が使われたのが初出で、長門本『平家物語』に出てくる「おきなは」に「沖縄」の字を当てて作ったと言われている。
この「沖縄」が琉球処分後の県名に採用され、今日では一般化している。

### 「琉球」が指す範囲の変遷
『隋書』における「流求」は福建省の東海上に位置する一介の島嶼としている。石井望らの推測では、隋將朱寛の第一次流求遠征で臺灣に到達し、繼いで陳稜の第二次流求遠征で沖繩に到達したとする。
隋書に続く時代の『北史』『通典』『諸蕃志』においては『隋書』の記述を蹈襲し、『太平寰宇記』（宋代の地理書）においても内容に大差はなかった。元代に完成した『文献通考』においては、「琉球」は台湾と沖縄県周辺を混同して指す記述となっている。
その後13世紀まで、北から奄美群島・沖縄諸し、冊封に下ったことで認識が高まり、沖縄地方を「大琉球」、台湾後、「琉球」は琉球王国の勢力圏す地域名称として定着していく。

## 民族
琉球国の正史『中山世鑑』や『おもろさうし』などでは、12世紀に源為朝（鎮西八郎）が現在の沖縄県の地に逃れ、その子が琉球最初の王統の始祖・舜天になったとされる。真偽は不明だが、第二尚氏2代王の尚真は1522年（嘉靖元年・大永2年）に建立した「石門之東之碑文」に漢文で「尊敦（舜天の神号）から20代目の王」と彫らせ、続く3代王の尚清も1543年（嘉靖22年・天文12年）に建立させた「かたのはなの碑」の表碑文に和文で「大りうきう国中山王尚清ハそんとんよりこのかた二十一代の王の御くらひをつきめしよわちへ」と彫らせ、裏碑文に同様の内容を漢文で彫らせている。舜天の始祖説は琉球の正史として扱われている。これら話がのちに曲亭馬琴の『椿説弓張月』を産み、さらに日琉同祖論へとつながったとも言える。16世紀前半には「鶴翁字銘井序」等に起源が見られた日琉同祖論と関連づけて語られる事が多く、1922年（大正11年）には「為朝上陸の碑」が建てられ、表碑文に「上陸の碑」と刻まれ、その左斜め下にはこの碑を建てることに尽力した東郷平八郎の名が刻まれている。
また天孫氏裔を自称した初代中山王の察度は1368年（洪武元年・貞治7年）に真言宗の勅願寺（後に護国寺）の創建と熊野信仰の波上宮の創建を行っている（要出典）。
源氏入王傳説も早い。明國『皇明實録』などに記載される西暦十四世紀の山北王怕尼芝、珉、攀安知は、蔡温『中山世譜』で今歸仁の山北王三代として位置づけられるが、中華人民共和國の孫薇説では怕尼芝と攀安知は八幡按司（ばはんあんじ）の轉音であり、石井望説では珉も八幡（ばはん）の福建字音であるとして、山北三代ともに源氏八幡神を以て自己認識してゐたとする。孫薇石井説にもとづけば、琉球の源氏入王傳説は西暦14世紀に既に主流となってゐたことになる。
『中山世鑑』を編纂した羽地王子朝秀は、摂政就任後の1673年 （康熙12年・延宝元年）3月の仕置書（令達及び意見を記し置きした書）で、琉球の人々の祖先は、かつて日本から渡来してきたのであり、また有形無形の名詞はよく通じるが、話し言葉が日本と相違しているのは、遠国のため交通が長い間途絶えていたからであると語り、王家の祖先だけでなく琉球の人々の祖先が日本からの渡来人であると述べている。沖縄学の研究者の伊波普猷は、琉球の古語や方言に、中国文化の影響が見られない7世紀以前の日本語の面影が多く残っているため、中国文化の流入以前に移住したと見ている。
高宮広土（鹿児島大学）が、沖縄の島々に人間が適応できたのは縄文中期後半から後期以降であるため、10世紀から12世紀頃に農耕をする人々が九州から沖縄に移住したと指摘するように、近年の考古学などの研究も含めて南西諸島の住民の先祖は、九州南部から比較的新しい時期（10世紀前後）に南下して定住したものが主体であると推測されている。遺伝子研究では、琉球列島（沖縄諸島、宮古列島、八重山列島）の集団は、遺伝的に中国本土や台湾の集団との直接的なつながりはなく、日本本土と同一の父系を持つという研究結果や、2018年の核DNA分析から遺伝的に、アイヌから見て琉球人が最も近縁であり、次いで日本本土人が近縁であるという研究結果が発表されている。
2021年11月10日、マックス・プランク人類史科学研究所を中心とした、中国、日本、韓国、ヨーロッパ、ニュージーランド、ロシア、アメリカの研究者を含む国際チームが『ネイチャー』に発表した論文によると、宮古島市の長墓遺跡の先史時代の人骨をDNA分析したところ「100%縄文人」だったことが分かり、先史時代の先島諸島の人々は沖縄諸島から来たことを示す研究成果となった。また、言語学および考古学からは、中世（グスク時代、11世紀~15世紀）に九州から「本土日本人」が琉球列島に移住したことが推定でき、高宮は、「結果として、琉球方言の元となる言語を有した農耕民が本土から植民した。著名な『日本人二重構造論』を否定するという点で大変貴重だ」と指摘している。

### 16世紀の琉球人
16世紀頃の琉球人を知る手がかりとしてよく知られているのは、ポルトガル人旅行家のトメ・ピレスが1515年（正徳10年・永正12年）に記したとされる「東方諸国記」の第四部「シナからボルネオに至る諸国」にある、「レケオス（Lequeos）は元々ゴーレス（Guores）であり、正直かつ勇猛で交易相手として信頼に足る。彼らは明に渡航してマラッカに来た品々を持ち帰る。そしてジャンポン（Jampon）に赴いて金や銅と交換するという。また、彼らは偶像崇拝者である。彼らは色の白い人々で、シナ人よりも良い服装をしており、気位が高い」と記した。しかし、現在まで続く沖縄の土着信仰は無形のアニミズム、祖霊崇拝、おなり神信仰であり、当時すでに首里近郊には仏教寺院が多くあったため、明の滞在歴のあるピレスがそれらを指して「偶像崇拝者」と捉えるのは不自然であるとし、レケオスは琉球ではないとの指摘もある。
また、ピレスと同時期にマラッカの植民地征服に成功したポルトガル人総督のアフォンソ・デ・アルブケルケの叙述伝である「アルブケルケ実録（アルブケルケ伝）」には「ゴーレス（Gores）の本国はレキオス（Lequios）である、彼らは色白で正直であり、長衣をまとい、腰に細身の長剣と42cm程度の短剣を常に佩用していて、マラッカでは彼らの勇猛さは恐れられている。また彼らは交易が終わればすぐに出発し、マラッカに留まることを好まない。」と記されており、長衣に大小の打刀を佩用する琉球人は室町武士と同様の出で立ちであり、日本文化圏に帰属する傍証だとする研究者や、ゴーレスはレキオス（琉球）交易船に乗り込んでいた本土日本人であるとする研究者もいる。いずれの内容も琉球が東アジアにおいて、中継貿易に長けていたということに変わりはない。
一方で、薩摩侵攻時の王府三司官であった謝名利山や羽地王子朝秀の改革を引き継いだ蔡温らは、1392年（洪武25年・明徳3年）に明の洪武帝より下賜され琉球に入籍した閩人・久米三十六姓の末裔であり、琉球王朝の高官や学者、政治家を多く輩出している。その多くは久米士族として琉球人と同化していった。

## 歴史

### 三山統一
1429年（宣徳4年・永享元年）、第一尚氏王統の尚巴志王の三山統一によって琉球国が成立したと考えられている。
第一尚氏は大和（日本本土）や中国（明）・朝鮮半島（李朝）はもとよりジャワやマラッカなどとの交易を積極的に拡大した。第一尚氏王統、第6代の尚泰久王は、万国津梁の鐘を鋳造せしめ、海洋国家としての繁栄を謳歌した。
但し三山統一という史実は存在しないとする説も和田久徳、石井望らから出されている。

### 第二尚氏王統
1469年（成化5年・文明元年）、尚泰久王の重臣であった金丸（後の尚円王）が、尚徳王の薨去後、王位を継承し、第二尚氏王統が成立した。王位継承に関しては、正史では重臣たちの推挙によって即位したと記されているが、尚徳王の世子は殺害されており、クーデターによる即位であったと考えられている。
その後、第二尚氏王統は、尚真王の時代に地方の諸按司を首里に移住・集住させ、中央集権化に成功した。彼の治世において、対外的には1500年（弘治13年・明応9年）には石垣島においてオヤケアカハチの乱を制し、さらに1522年（嘉靖元年・大永2年）には与那国島で鬼虎の乱を鎮圧、先島諸島全域を支配下に治めた。1571年（隆慶5年・元亀2年）には奄美群島北部まで征服し、最大版図を築いた。
琉球王は、明国に対しては冊封国として、中国皇帝の臣下となることを強いられたが、一方で、国内では、時に琉球王を天子・皇帝になぞらえるなど、独自の天下観を見せた可能性がある。その例として、『朝鮮王朝実録』には、1545年（嘉靖24年・天文14年）に朝鮮からの琉球への漂着民が残した証言として、「王は紅錦の衣を着て、平天冠をかぶり、一人の僧侶と対面して紫禁城遥拝の儀礼を行っている」（朝鮮明宗実録）という記述がある。

### 薩摩による琉球侵攻
16世紀後半、本土を征服した時の天下人・豊臣秀吉がさらに明とその進路にある李氏朝鮮を征服しようとし、琉球国に助勢するよう薩摩の島津氏を通じて直接これを恫喝したが、王府の財政事情や明の冊封国である事から、要求の兵糧米の半分を差し出すに留まり、残りの兵糧と軍役は薩摩藩が負担した。
1609年（万暦37年・慶長14年）、島津氏の渡航朱印状を帯びない船舶の取締りや、徳川への謝恩使の再三の要求に最後通牒を突き付けられてもなお応じず黙殺したため、家康・秀忠の許しにより、薩摩藩は琉球侵攻に乗り出した。島津氏は3000名の兵を率いて3月4日に薩摩を出発、3月8日に奄美大島に進軍。3月26日には沖縄本島に上陸し、4月1日には首里城にまで進軍した。島津軍に対して、琉球軍は島津軍より多い4000名の兵士を集めて抗したが敵せず敗れた。4月5日には尚寧王が和睦を申し入れて首里城は開城した。
これ以降、王国代々の王と三司官は「琉球は古来島津氏の附庸国である」と述べた起請文の薩摩藩への提出を命じられ、「掟十五条」を認めさせられるなど、琉球国は薩摩藩の付庸国となり、同藩の間接支配下に入る事になる。薩摩藩への貢納、中城王子（王世子）の藩への上国を義務付けられ、謝恩使・慶賀使の江戸上りで幕府に使節を派遣した。
その後、明に代わって中国大陸を統治するようになった満州族の王朝である清の冊封下でもあり続け、薩摩藩と清への両属という体制をとりながらも、琉球国は国としての体裁を保ち、独自の文化を維持した。琉球が征服してから年月の浅かった奄美群島は薩摩藩直轄地となり王府から分離されたが、表面上は琉球国の領土とされ、中国や朝鮮からの難破船などに対応するため引き続き王府の役人が派遣されていた。

### 黒船来航
1853年（咸豊2年・嘉永5年）5月に黒船が那覇に来航し、アメリカ海軍のマシュー・ペリー提督が首里城に入って開港を求めた。黒船は翌1854年（咸豊3年、嘉永6年）にも来航し、両国は琉米修好条約を締結して那覇を開港した。ペリーは、琉球が武力で抵抗した場合には占領することをミラード・フィルモア大統領から許可されていた。
翌年の1855年（咸豊5年・安政2年）11月には琉仏修好条約が、1859年（咸豊9年・安政6年6月7日）7月には琉蘭修好条約が締結された。

### 琉球処分
1871年（同治9年・明治４年）、明治政府は廃藩置県によって琉球国の領土を鹿児島県の管轄としたが、1872年（同治10年・明治５年）には琉球藩を設置し、琉球国王・尚泰を琉球藩王に陞列して侯爵とした。明治政府は、廃藩置県に向けて清国との冊封関係・通交を絶ち、明治の年号使用、藩王自ら上京することなどを再三にわたり迫ったが、尚泰侯爵は従わなかった。そのため1879年（光緒4年・明治12年）3月、処分官松田道之が随員・警官・兵あわせて約600人を従えて来琉し、3月27日に首里城で廃藩置県を布達、首里城明け渡しを命じ、4月4日に琉球藩の廃止および沖縄県の設置がなされ、沖縄県令として前肥前鹿島藩（佐賀藩の支藩）主の鍋島直彬が赴任するに至り、王統の支配は終わった（琉球処分）。地位を失った琉球の王族は日本の華族とされた。しかし琉球士族の一部はこれに抗して清国に救援を求め、清国も日本政府の一方的な処分に抗議するなど問題は尾を引いた。外交交渉の過程で、清国への分島問題先島が提案され、元アメリカ合衆国大統領グラントの熱心な調停もあって調印の段階まで進展したが、最終段階で清国が調印を拒否して分島問題は頓挫、のちの日清戦争における日本側の完勝をもって、琉球全域に対する日本の領有権が確定した。

## 政治

### 王府行政機構図
| 王府行政機構図 | 王府行政機構図 | 王府行政機構図                                          | 王府行政機構図                                               | 王府行政機構図                                                                                                   | 王府行政機構図 | 王府行政機構図                                                                    | 王府行政機構図                                                                    | 王府行政機構図                                            | 王府行政機構図 | 王府行政機構図 |
| -------------- | -------------- | ------------------------------------------------------- | ------------------------------------------------------------ | --- | -------------- | --------------------------------------------------------------------------------- | --------------------------------------------------------------------------------- | --------------------------------------------------------- | --- | --- |
| 宝座           | 宝座           | 国王                                                    | 国王                                                         | 国王 | 国王           | 国王                                                                              | 国王                                                                              | 国王                                                      | 国王 | 国王 |
| 評定所         | 御座           | 摂政                                                    | 摂政                                                         | 摂政 | 摂政           | 摂政                                                                              | 摂政                                                                              | 摂政                                                      | 摂政 | 摂政 |
| 評定所         | 御座           | 三司官                                                  |                                                              | |                |                                                                                   |                                                                                   |                                                           | | |
| 評定所         | 下御座         | 表十五人                                                | 表十五人                                                     | 表十五人 | 表十五人       | 表十五人                                                                          | 表十五人                                                                          | 表十五人                                                  | 表十五人 | 表十五人 |
| 中央政庁       | 中央政庁       | 物奉行所                                                | 物奉行所                                                     | 物奉行所 | 申口方         | 申口方                                                                            | 申口方                                                                            | 申口方                                                    | 申口方 | 申口方 |
| 中央政庁       | 中央政庁       | 用意方物奉行所                                          | 給地方物奉行所                                               | 所帯方物奉行所                                                                                                   | 平等方         | 泊地頭                                                                            | 泊地頭                                                                            | 双紙庫理                                                  | 鎖之側 | 鎖之側 |
| 中央政庁       | 中央政庁       | 物奉行*                                                 | 物奉行*                                                      | 物奉行* | 平等之側*      | 泊地頭*                                                                           | 泊地頭*                                                                           | 双紙庫理*                                                 | 鎖之側* | 鎖之側* |
| 中央政庁       | 中央政庁       | 吟味役*                                                 | 吟味役*                                                      | 吟味役* | 吟味役*        | 吟味役*                                                                           | 吟味役*                                                                           | 吟味役*                                                   | 日帳主取* | 日帳主取* |
| 役座 （役所）  | 役座 （役所）  | - 山奉行所 - 砂糖蔵 - 用意蔵 - 大台所 - 料理座 - 催促方 | - 船手蔵 - 高所 - 勘定座 - 用物座 - 給地座 - 救助蔵 - 道具当 | - 田地方 - 取納座 - 座検者方 - 諸製方 - 米蔵 - 仕上世座 - 宮古蔵 - 銭蔵 - 賦方 - 蘇鉄方 - 紙座 - 櫨垂方 - 請地方 | - 玉陵殿       | - 寺社座 - 大与座 - 総横目 - 泊村方 - 普請奉行所 - 鍛冶奉行所 - 亙奉行所 - 総与力 | - 寺社座 - 大与座 - 総横目 - 泊村方 - 普請奉行所 - 鍛冶奉行所 - 亙奉行所 - 総与力 | - 下庫理 - 書院 - 納殿 - 小細工奉行所 - 貝摺奉行所 - 厩方 | - 御系図座 - 久米村方 - 那覇里主所 - 国学 - 久米村明倫堂 - 首里三平等学校所 - 那覇四町学校所 - 泊村学校所 - 首里各村学校所 - 諸浦在番 | - 御系図座 - 久米村方 - 那覇里主所 - 国学 - 久米村明倫堂 - 首里三平等学校所 - 那覇四町学校所 - 泊村学校所 - 首里各村学校所 - 諸浦在番 |

### 王府行政機構

琉球国の行政の中心・首里城

#### 評定所
評定所は国政を司る王府最高機関である。摂政および三司官が執務する場所は御座もしくは上御座と呼ばれ、表十五人が控える場所は下御座と呼ばれた。
摂政
摂政（シッシー）は日本の摂政職に近いが、ほぼ常設の官職である。国王を補佐し、三司官に助言を与える役目だが、辣腕をふるった羽地王子朝秀などを例外にすれば、通常は儀礼的な閑職であった。王子や按司など、王族から選ばれた。
例外は薩摩の侵攻直後に就任した僧菊隠で、これは薩摩との交渉役を期待されたためである。漢訳で国相と言った。
三司官
三司官（サンシキヮン）は実質的な行政の最高責任者であり、宰相に相当する。三人制で投票により親方の中から選ばれた。選挙権を持つ者は王族、上級士族ら200余名であった。王族には選挙権はあるが、被選挙権は無かった。
職掌は、用地方、給地方、所帯方に分かれ、3人がそれぞれを分担した。三司官の品位は正一品から従二品で、士族が昇進できる最高の位階であった。漢訳で法司と言った。
表十五人
表十五人（おもてじゅうごにん）は、摂政・三司官の下に位置する、物奉行3人、その下の次官級の吟味役3人、申口方の長官4人、その下の次官級の吟味役3人・日帳主取2人を合わせた計15名からなる協議機関である。国政の重要課題を協議し、摂政・三司官に上申するなどした。十五人衆、奉行衆とも言う。現在の国務大臣に相当する。
尚賢王の治世の1643年（崇徳8年・寛永20年）に置かれたが、表十五人は正式な官職名というよりは通称であり、普段はそれぞれの役所の長官および次官として働き、必要があれば集まって協議した。それゆえ、評定所の常設官職には含まれない。

#### 物奉行所
物奉行所は用意方、給地方、所帯方の3つの物奉行所からなり、それぞれに物奉行が一人いた。各物奉行は、同じく各物奉行所を担当するそれぞれの三司官の監督のもとで職務を行った。物奉行は今日の大臣・長官に相当し、その下に次官級の吟味役が置かれた。主に物奉行は親方（従二品）が、吟味役は親雲上（ペークミー・正四品）がその任に就いた。
用意方物奉行所
用意方（よういほう）は国有財産の管理・山川保全などを職掌とする官庁である。山奉行所、砂糖蔵、用意蔵、大台所、料理座、催促方の各役所を管轄した。
給地方物奉行所
給地方（きゅうちほう）は役人の給与・旅費などを職掌とする官庁である。船手蔵、高所、勘定座、用物座、給地座、救助蔵、道具当の各役所を管轄した。
所帯方物奉行所
所帯方（しょたいほう）は租税・国庫の出納などを職掌とする官庁である。田地方、取納座、座検者方、諸製方、米蔵、仕上世座、宮古蔵、銭蔵、賦方、蘇鉄方、紙座、櫨垂方、請地方の各役所を管轄した。

#### 申口方
申口方（もうしぐちほう）は平等方、泊地頭、双紙庫理、鎖之側の四官庁からなる。平等方を除いて、それぞれ官庁名であると同時にその長官名を指した。各長官の下には次官級の吟味役か日帳主取が置かれた。申口方の長官には親雲上（正三品）が、その下の次官級は親雲上（正四品）がその任に就いた。従って、申口方の長官は物奉行よりも品位が下に位置する。長官は漢訳で耳目官と言った。
平等方
平等方（ひらほう）は司法（裁判所・警察署）と首里の土地山林を職掌とする官庁である。平等所とも言う。長官名は平等の側（ひらのそば）と言った。他に王家陵墓・玉陵の警備なども管轄した。
泊地頭
泊地頭（とまりじとう）は戸籍、民事、公安、消防、宗教、建設および琉球第二の貿易港のある泊村を職掌とする官庁およびその長官名である。寺社座、大与座、総横目、泊村方、普請奉行所、鍛冶奉行所、亙奉行所、総与力の各役所を管轄した。
元は北山王国の領域（国頭、与論、沖永良部）、のち奄美群島全域を統括した「自奥渡上之捌理（おくとよりうえのさばくり）職」（奥渡より上の捌理）と言う役職である。
双紙庫理
双紙庫理（そうしこり）は知行、褒賞、工芸や宮中のことを職掌とする官庁およびその長官名である。下庫理、書院、納殿、小細工奉行所、貝摺奉行所、厩方の各役所を管轄した。
鎖之側
鎖之側（さすのそば）は外交、文教などを職掌とする官庁およびその長官名である。御系図座、久米村方、那覇里主所、国学、久米村明倫堂、首里三平等学校所、那覇四町学校所、泊村学校所、首里各村学校所、諸浦在番の各役所を管轄した。

## 文化
琉球国は、律令制を参考にした政治や、士族は和風の実名の他に中国風の名前も持つなど、最大の交易相手だった中国の影響を強く受けた。一方で書き言葉は主に漢字かな交りの和文を用い、寺院や神社を建立するなど日本文化からの影響も受け、羽地王子朝秀による改革により王朝の支配に武家政権の要素が取り入れられた。琉球は、日中双方の文化や制度を受け入れつつ、独自の文化を育んでいた。

### 文学

#### おもろさうし
尚清王から尚豊王の治世にかけての1531年（嘉靖10年・享禄4年）から1623年（天啓3年・元和9年）の間に、琉球最古の歌謡集『おもろさうし』が編纂された。古来から伝わる歌謡（おもろ）を平仮名を主とする日本語で著わした歌謡集であり、おもろ1554首が収録されている。

#### 琉歌
17世紀になると、短詩型の叙情歌謡である琉歌が盛んになった。琉歌には様々な形式があるが、一般的には平仮名読みの8・8・8・6の30音からなる形がよく知られている。琉歌の名人には惣慶忠義（1686年 - 1749年）、平敷屋朝敏(1700年 - 1747年）、玉城親方朝薫（1684年 - 1734年）、与那原親方良矩（1718年 - 1797年）、本部按司朝救（1741年 - 1814年）、東風平親方朝衛（1701年 - 1766年）等が古来より有名である。これらの歌人は、和歌・和文にも精通していた。女流歌人では、吉屋チルー（1650年 - 1668年）と恩納なべ（尚穆王時代）が双璧としてよく知られている。

#### 和歌
琉球における和歌の起源は史料が乏しいため判然としない。1585年（万暦13年・天正13年）、安谷屋親雲上宗春が豊臣秀吉と大坂で謁見した際、天王寺で開催された歌会に参加した記録があり、この頃にはすでに和歌が詠まれていたのではないかという説もある。一般には、識名親方盛命（1651年 - 1715年）が琉球における和歌の祖と言われている。元禄以前の和歌の名人には、他に屋良親雲上宣易（1658年 - 1729年）、池城親方安倚（1669年 - 1710年）、安仁屋親雲上賢孫（1676年 - 1743年）、石嶺親雲上真忍（1678年 - 1727年）、国頭親方朝斉（1686年 - 1747年）、惣慶忠義らが著名である。
元禄以降、和歌が盛んになり多数の名人を輩出するようになった。平敷屋朝敏、栢堂和尚（1653年 - ?）、東風平親方朝衛、本部按司朝救、読谷山王子朝憲（1745年 - 1811年）、宜野湾王子朝祥（1765年 - 1827年）、浦添按司朝英（1762年 - 1789年）、世名城親雲上盛郁（1774年 - 1833年）、大工廻親雲上安詳（1791年 - 1851年）、義村按司朝顕（1805年 - 1836年）らが著名である。また、宜湾朝保が和歌集『沖縄集』（1870年）に載せた36人の歌人が沖縄三十六歌仙としてつとに有名である。

#### 漢詩
漢詩は、『喜安日記』（尚豊王時代）に菊隠（? - 1620年）らの漢詩がいくつか収められているように、当初は僧侶達によって作詩された。漢詩集では、程順則が編纂した『中山詩文集』（1725年）が琉球初である。個人の漢詩集としては、蔡鐸『観光堂遊草』、程順則『雪堂燕遊草』、程搏万『焚余稿』、周新命『翠雲楼詩箋』等がある。

### 絵画

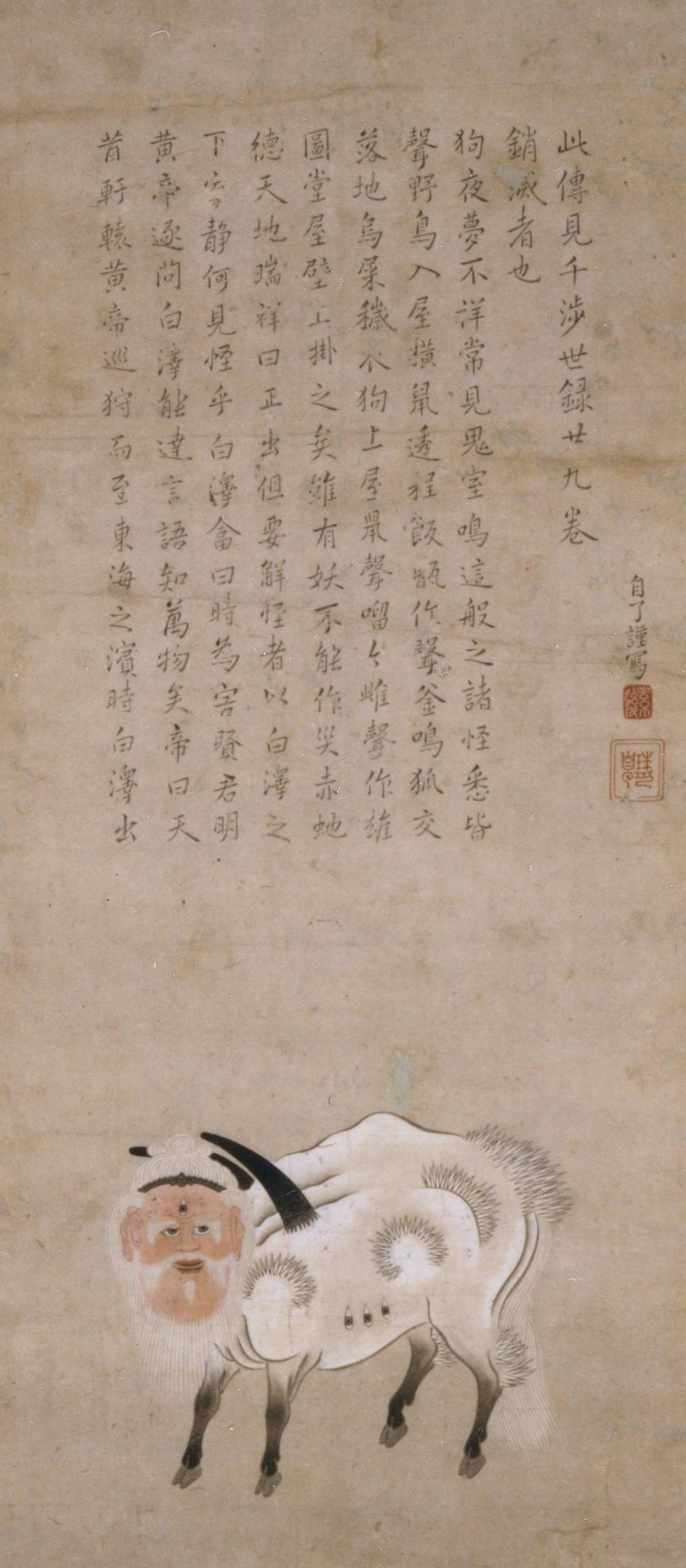
城間清豊筆『白澤之図』

文献で確認できる琉球国最初の画家は、17世紀前半の城間清豊（自了、代表作に「白澤之図」）である。18世紀に入ると尚敬王の保護により画壇が栄え、中国より朱肉の製法を伝えた山口宗季（呉師虔）、琉球の代表的絵師といわれる殷元良（座間味庸昌、代表作に「神猫図」「雪中雉子の図」）や、国王の肖像御後絵を多く制作した向元瑚（小橋川朝庵）などが輩出した。

### 絵図（地図）
琉球王朝政府は、新しく開墾された農地の把握のために18世紀前半、沖縄本島と周辺離島にかけ乾隆大御支配（測量・検地）を行った。この乾隆大御支配により、王朝政府として初めて測量データをもとにした地図、「琉球国惣絵図（間切集成図）」が製作された。製作時期は、描かれている建物の建築取り壊し年代より18世紀後半の可能性が高い。
「琉球国惣絵図（間切集成図）」は、これまで、７枚の絵図が確認されており、河川・道路・集落・番所・建造物の名称や位置関係などの地理的情報が描かれている。
- 離れ　伊平屋間切（伊平屋村）
- 国頭　国頭間切（国頭村）
- 中頭中　北谷間切・越来間切（北谷町・沖縄市）
- 中頭南(西原間切・浦添間切・宜野湾間切・中城間切
- 島尻東(玉城間切・知念間切・佐敷間切・大里間切
- 島尻南(兼城間切・高嶺間切・真壁間切・喜屋武間切・摩文仁間切・具志頭間切・東風平間切)
- 町方・島尻西(首里・泊・久米・那覇・南風原間切・真和志間切・小録間切・豊見城間切)

### 琉球舞踊
琉球舞踊は、中国からの使節を歓迎するために舞う宮廷舞踊「御冠船踊り」がその起源である。御冠船踊りはすべて貴士族の子弟のみによって踊られた。宮廷舞踊のことを明治以降の琉舞と区別する意味で、古典舞踊とも言う。古典舞踊には、老人踊り、若衆踊り、二才踊り、女踊り、打組み踊りなどがある。
廃藩置県によって琉球国が消滅し、士族階層が没落すると、古典舞踊を元にして雑踊りと呼ばれる民間舞踊が誕生した。昭和以降には、現代感覚を導入した創作舞踊というジャンルも出現し、これも琉球舞踊に含まれる。

### 音楽

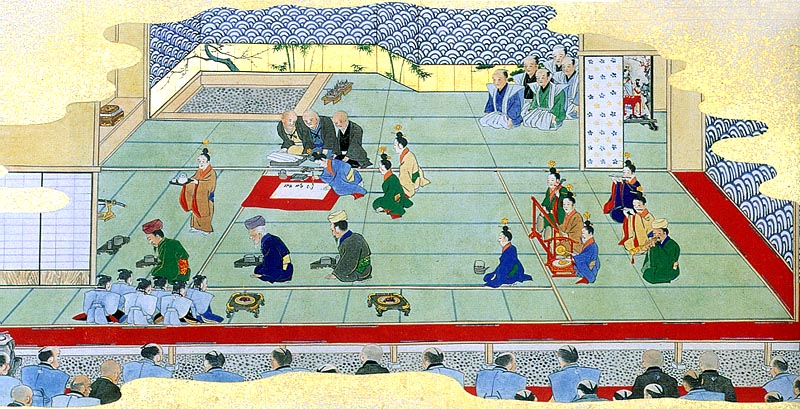
御座楽の演奏風景

宮廷音楽として、室内楽の御座楽（うざがく）や、屋外楽の路次楽などがあった。

### 工芸
染織の技法である紅型、漆器には琉球漆器、陶磁器には壺屋焼などがある。

#### 陶芸
琉球国における陶芸は、南方貿易が盛んであった頃、泡盛の容器として輸入された南蛮甕の製法に学んだことに始まる。ここから古我地焼、知花焼が生まれる。1617年（万暦45年・元和3年）には薩摩藩から李氏朝鮮の陶工、張献功ら三人が招かれ本格的な技術が伝わる。1670年（康熙9年・寛文10年）には平田典通が清に渡り、釉薬の技術を伝える。また、18世紀には仲村渠致元が八重山に陶器製法を伝え、また薩摩藩で技術を習得し白焼陶器を広めた。1682年（康熙21年・天和2年）、古我知、知花、湧田の3箇所の窯が壺屋焼に統合された。

### 武芸
琉球国の詳しい武術については「手 (沖縄武術)」、「空手道」、「琉球古武術」を参照
沖縄固有の沖縄手、中国武術から発展したといわれる唐手などの手（ティー）という武術があった。

### 馬術
速さではなく美しさを競う琉球競馬が行われていた。17世紀には王室直轄の競馬場も設けられた。また、組踊の中にも、競馬の登場する作品がある。

### 食文化
王族や上級士族が居住した首里では洗練された宮廷料理が作られた。その料理の味わいの表現の一つとして「あふぁい（淡い）」というものがある。一般的には「薄味」と捉えられているようだが「感謝の念から、素材そのものの味を味わい尽くす」ために余計な「味付け」をしない状態であると考えられる。
王族・上級士族は別として、無禄の士族を含む平民は重税によって苦しい生活を強いられた。貴重な動物性タンパクである「豚」は一般庶民の家で飼われてはいたものの、日常的な食事に供されるものではなく、比較的裕福な家庭でさえ盆や正月といった行事の時にしか口にすることはできない貴重な食べ物だった。そういった時代背景によって庶民が生きるために、ありとあらゆるものを食べるために工夫することを余儀なくされ「豚はひづめと鳴き声以外全て食べる」と形容されるようなところにまで行き着き、ひもじさを緩和するための味付けとして「味くーたー」という濃い塩味が庶民の間で流行した。

## 経済

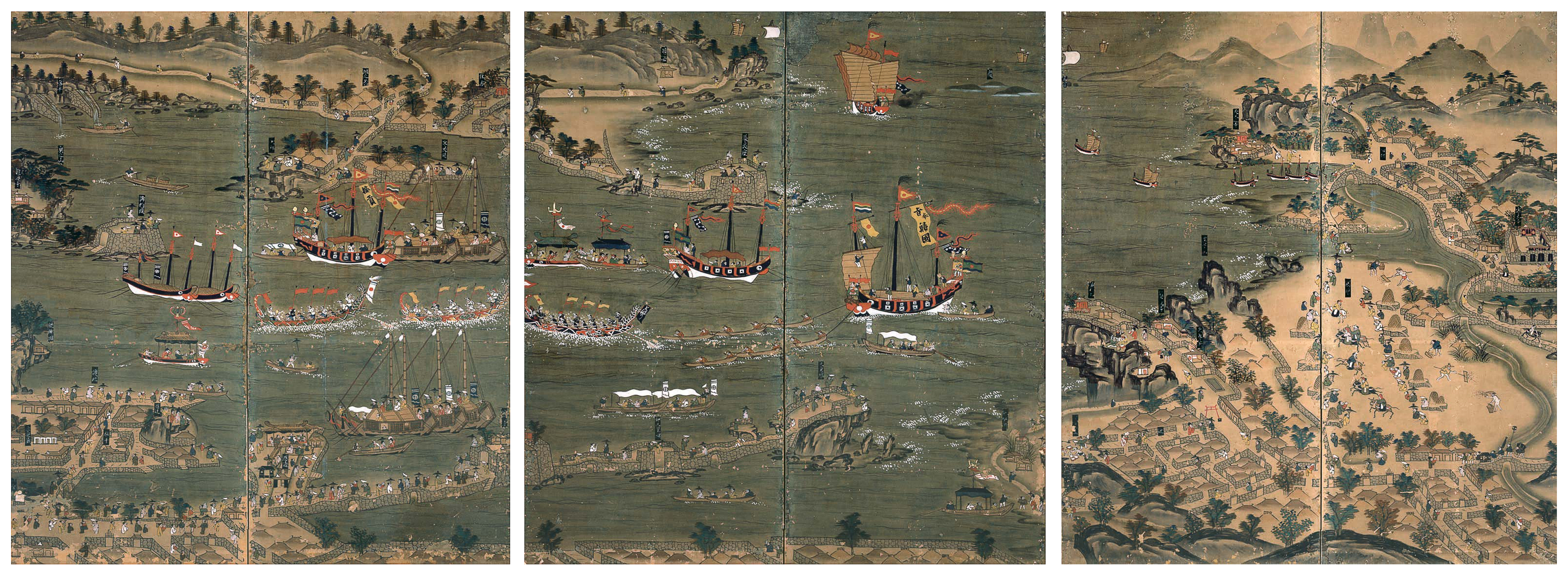
「琉球進貢船図屏風」京都大学総合博物館蔵

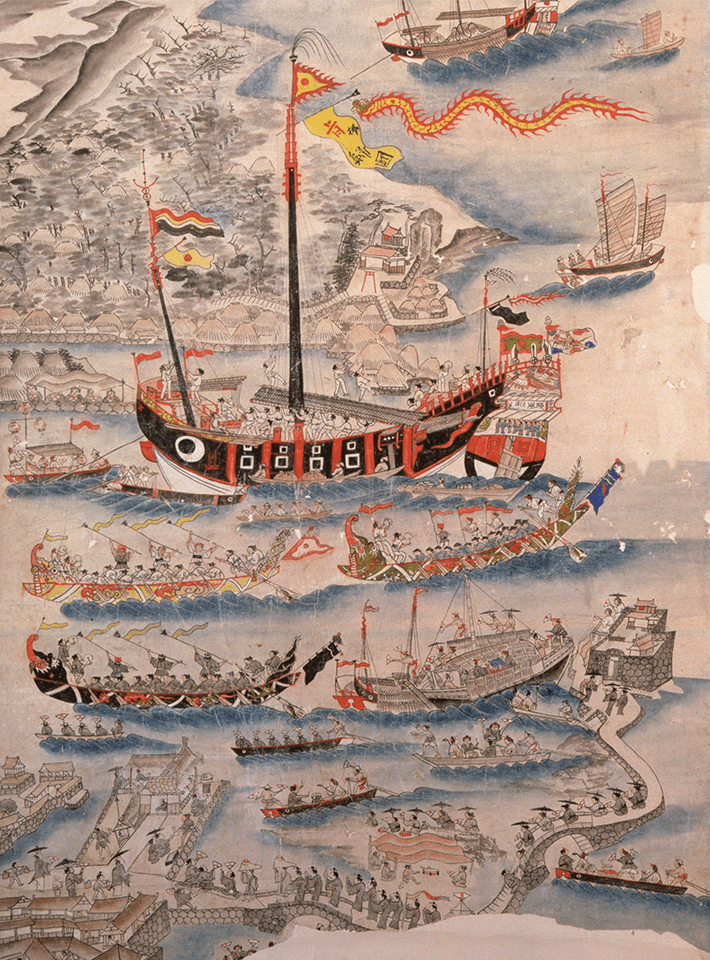
中国への進貢船

琉球は明に冊封されることで、倭寇の取締りを尻目に、海禁政策を行っていた中国とアジア諸国の間での東シナ海中継貿易の中心の1つを担うようになり、経済基盤をつくり上げた。貿易範囲は日本の他、主に中国・朝鮮やベトナム、タイなど東南アジア諸国であった。
しかし16世紀に入り、1567年（隆慶元年・永禄10年）、明が倭寇対策として海禁の緩和（中国人とアジア諸国との直接交易を認める。ただし日本のみ除外。）を行ったことで大打撃を受ける。大航海時代を迎えたヨーロッパ諸国が東南アジアに貿易拠点を築き東シナ海にも進出すると、ポルトガルがマラッカを抑えることで東南アジアの市場を失い、日本との中継貿易もマカオのポルトガル人が手がけるようになるなど、ヨーロッパ人が東アジア諸国と直接貿易をするようになった。更に戦国時代に戦費調達のため鉱山開発が進んだ日本が、安土桃山時代から江戸時代初頭にかけて、豊富な銀を持って東南アジア領域に進出し、多数の日本人町を形成するほど貿易の中心となり、琉球の中継貿易は衰退した。ただし、明が朱印船を受け入れなかったため、琉球の対明中継貿易の地位は残り、命脈を保った。
その後、東アジア諸国の鎖国政策によって国際貿易は縮小するが、薩摩藩の付庸国となることで日本との冊封貿易によって中国との貿易ルートを得た琉球が安定した中継貿易の地位を確立した。
19世紀に入ると、アヘン戦争に敗北した清が海禁政策を弱め、日本も開国してヨーロッパと直接貿易を再開した。これにより、香港や日本の開港5港などに貿易の中心は移り、琉球の東シナ海での中継貿易の地位はほぼ失われてしまう。結果、中継貿易を支えた琉球の日清両属体制は意義を失い、琉球処分で経済的にも政治的にも日本に完全に組み込まれた。
また琉球王朝は一般民衆による土地の私有を認めず、農業生産性の低い土地であったにもかかわらず極めて高い年貢を課したため、民衆は貧しい生活を強いられていた。

## 軍事
『おもろさうし』に謡われる「しおりおやいくさ」には「首里親軍」の字が当てられ、首里・那覇の防衛および対外地域への征服活動を行っていたと考えられている。研究者によっては「琉球王国軍」「琉球軍」と表現されることもあるが、当時そのような名称を冠していた訳ではない。兵力は数千人規模と想定されており、1500年（弘治13年・明応9年）には八重山征服戦争を、1522年（嘉靖元年・大永2年）には与那国島征服戦争を、1571年（隆慶5年・元亀2年）には奄美群島全域征服を行い、1609年（万暦37年・慶長14年）の薩摩島津軍の琉球侵攻では琉球国の国土防衛を担った。なお、首里親軍の名称は古琉球の歌謡集『おもろさうし』（上述）に登場する。

## 言語
話言葉は、琉球語（琉球方言とも）が用いられた。文字は、15世紀以前の古文書や石碑の碑文では、漢字ひらがな交じりの和文が用いられている。17世紀以降になると、首里王府内の公文書（評定所文書）や薩摩など日本との外交文書では和文（候文）が、家譜や明・清との外交文書では漢文が主に用いられた。琉歌や組踊などの文学作品では和文と琉球語（琉球方言）が主に使用された。

## 宗教

### 琉球神道
古来より琉球にはアニミズム、祖霊崇拝、おなり神信仰を基礎とする固有の宗教があり、首里には聞得大君御殿（きこえおおきみうどぅん）、首里殿内（しゅりどぅんち）、真壁殿内（まかべどぅんち）、儀保殿内（ぎぼどぅんち）の一本社三末社があった。聞得大君御殿は首里汀志良次町にあり、琉球各地にある祝女殿内（ぬんどぅんち）と呼ばれる末社を支配した。
聞得大君（チフィジン）は琉球国の高級神女三十三君の頂点に君臨する最高神女で、その地位は国王の次に位置し、前・元王妃など王族女性から選ばれて任に就いた。聞得大君は御殿の神体である「御スジノ御前」、「御火鉢ノ御前」、「金之美御スジノ御前」に仕え、国家安泰、海路安全、五穀豊穣などを祈願した。

### 神道
尚金福王が1451年（景泰2年・宝徳3年）に天照大神を日本本土から勧請し、那覇若狭町に長寿宮（後の浮島神社、1988年に波上宮内仮宮に遷座）を創建したのが始まりである。沖縄本島には波上宮など琉球八社がある。琉球国一の宮は波上宮。
『沖縄志』は、寛永10年（1633年）、琉球人・天顔が琉球に神道を伝えたとしている。

### 仏教
13世紀、英祖の治世に琉球那覇に臨済宗の僧侶・禅鑑が漂着、王が極楽寺を建立させたのが琉球での仏教の始まりと言われる。その後、察度の代に和僧頼重法印が勅願寺（現在の護国寺）、尚真王の代に和僧芥隠承琥が円覚寺を創建した。近世までに円覚寺、天王寺、天界寺を合わせて那覇三大寺としたが、沖縄戦で多くが焼失した。
首里城の万国津梁の鐘は仏教の興隆を謳う梵鐘である。ほか、崇元寺がある。17世紀初頭には和僧袋中が浄土宗を伝える。エイサーはこの袋中が伝えた念仏踊りが元。また、帰国後「琉球神道記」も著した。薩摩藩は藩内で浄土真宗を禁圧していた。19世紀以降、一向宗の摘発が行われた。

### 道教
1719年（康熙58年）、徐葆光『中山伝信録』の中に、道教の竈祭（かまどの神を祝う祭）が行われていたと記載がある。道教は琉球土着のヒヌカン信仰と融合した。

### キリスト教
1622年（天啓2年）、八重山に南蛮船が渡来し布教をしたのが琉球におけるキリスト教のはじまりと言われている。既に日本本土ではキリスト教が禁教となり、琉球王国も薩摩藩支配下となっていたため、公には禁止されていた。しかし琉球には南蛮船がたびたび寄港したため布教活動がたびたびあった。キリシタンは摘発されると罰せられた。
琉球における最も大きなキリシタン禁圧は1624年（天啓4年）の八重山キリシタン事件である。神父と石垣島の地頭が薩摩藩の要求により処刑されている。1636年（崇禎9年）、薩摩藩は琉球に宗門改の実施を求めた。
日本の幕末近くなると、フランスやイギリスの宣教師が来琉し、軍事力を背景として布教活動を試みた。

## 身分制度
琉球国の詳しい身分制度については「琉球の位階」を参照
琉球国の身分制度は、御主加那志前（ウシュガナシメー）と呼ばれた国王を頂点に御殿（ウドゥン）と呼ばれた王子、按司などの王族、殿内（トゥンチ）と呼ばれた親方、親雲上（ペークミー）などの上級士族、親雲上（ペーチン）と呼ばれた一般士族、百姓（ヒャクショウ）と呼ばれた平民からなる。
王子、按司は一間切を采地（領地）として与えられ、一括して按司地頭と呼ばれた。親方は一間切を領する総地頭、間切内の一村を領する脇地頭に分かれる。親雲上（ペークミー）とは、一村を領する脇地頭職にある親雲上（ペーチン）のことであり、発音で両者は区別された。親雲上（ペーチン）は一般士族である。
王子から親雲上までは広義における貴族階級であり、それぞれの家は系図（家譜）を持つことを義務づけられたことから、系持ちと呼ばれた。これに対して、平民は系図を持たないことから無系と呼ばれた。琉球国末期、系持ちは総人口の25%超を占めたが、このうち実際に王府に勤めていたのはごく一部である。大部分は王府勤めを待ち望む無禄士族であった。

## 琉球国を舞台にした作品
（Category:琉球王国を舞台とした作品も参照）

### 小説
- 琉球の風 - 陳舜臣作。1993年には大河ドラマで放送された。
- テンペスト - 池上永一作作。2011年に舞台化、ドラマ化。2012年には映画化がされている。
- 小説 琉球処分 - 大城立裕作[58]
- 琉球建国記 - 矢野隆作[59]

### 舞台
- テンペスト - 上記の同タイトル小説原作の舞台化。脚本：羽村大介、演出：堤幸彦。2011年。

### 映画
- テンペスト -  上記の同タイトル小説原作の舞台化。監督：吉村芳之。2012年。

### テレビドラマ
- 琉球の風 (NHK大河ドラマ) - 上記の同タイトル小説原作のテレビドラマ化。制作：NHK。1993年。
- テンペスト -  上記の同タイトル小説原作のテレビドラマ化。制作：NHK。2011年。
- 琉球歴史ドラマ 尚巴志 - 放映：琉球放送。2017年。[60]
- 尚円王（テレビドラマ） - 企画制作：琉球放送。2020年。[61]
- 琉球歴史ドラマ 阿麻和利 - 放映：琉球放送。2024年放映予定。[62]

### 漫画
- 琉球王朝史 - 金城正雄シナリオ、新里堅進(1巻)/仲地のぶひで(2巻)漫画、創光出版、1991年 - 1993年、全2巻[63][64]
- 琉球のユウナ - 響ワタル作[65]、白泉社『LaLaDX』、2017年[66] - 2022年、コミックス全8巻[67][68]